# 大同府铸钱局
大同府铸钱局，简称大同局或大同钱局，是清政府在山西省大同府设立的铸钱局，初设于顺治二年（1645年），裁撤于雍正元年（1723年），铸造有顺治通宝、康熙通宝铜钱。该局在顺治年间曾因大同城毁于战火而迁到阳和改称阳和钱局，后于大同城重建后迁回。

## 历史
1644年，清军入关，定都北京，福临即皇帝位，改元顺治，并在北京设钱局开铸“顺治通宝”钱。顺治二年（1645年），单字记局式“顺治通宝”钱（顺治二式）在各地钱局开铸，其中位于大同府（今山西省大同市）的大同钱局便是初设于此时。该版铜钱的钱文楷书，直读，背文与唐代的会昌开元类似，以一个汉字标记其铸钱局，大同钱局所用汉字为“同”。顺治二式钱的法定重量为每文1钱2分，1000文折银1两。
由于清廷推行民族歧视和压迫政策，顺治五年十二月，大同总兵姜瓖领兵闭城造反，周边各县纷纷响应，乱局在山西北部逐渐扩大，清军多次围剿均被挫败。顺治六年（1649年）三月，清政府派大军前来镇压，摄政王多尔衮亲统督战，但由于大同城池坚固，清军多次进攻仍未取胜，最终决定在城外驻扎。在经过数月围城之后，大同城内居民饥饿难忍，人心涣散，姜瓖部下杨振威于同年八年，杀害姜瓖及其弟姜琳等后开城投降。清军进城后进行了大屠杀并将古城大同放火焚毁。大同府移治阳高卫（今阳高县）改名阳和府，大同钱局也被迫搬迁到阳和改称阳和钱局。阳和局所铸顺治二式钱的背文为“阳”，有穿上和穿右两种版式。
顺治十年（1653年），各地钱局改铸“一厘”式“顺治通宝”钱，法定重量增为每文1钱2分5厘，依旧为1000文折银1两。该钱背面铸有记局的单个汉字和“一厘”二字，“一厘”二字铸于穿左，阳和钱局所铸为背“阳一厘”钱。顺治十三年（1656年），钱局迁回重建后的大同城，恢复大同钱局，并铸“顺治通宝”背“同一厘”钱。
康熙元年（1662年），因新皇即位，大同钱局改铸“康熙通宝”背满汉文“同”（满文：ᡨᡠᠩ）字钱。康熙后期，由于大同地区铜料来源紧缺，铸币逐年减少。
雍正元年（1723年），因为清政府实行财政改革，每个省只保留一个钱局，山西省保留了位于太原府的铸钱局，并改局名为“宝晋局”，大同府钱局和宣府镇局均被撤销停铸。